# Toril y Masegoso
Toril y Masegoso és un municipi d'Aragó situat a la província de Terol i enquadrat a la comarca de la Serra d'Albarrasí. Té una àrea de 30,67 km² amb una població de 30 habitants (INE 2016) i una densitat de 1,00 hab/km². El municipi inclou les localitats de Toril (16 habitants, INE 2016) i Masegoso (14 habitants, INE 2016). Està a 1490 msnm.

## Història
La població de Toril té el seu origen en l'ocupació del territori que es realitzà al llarg del temps, quedant constància de l'assentament com a població al segle XVI. Masegoso n'era una altra ocupació.
Aquestes poblacions es dedicaven fonamentalment a la ramaderia i la silvicultura presentant una agricultura pràcticament inexistent, cosa que s'explica pel relleu i el clima de la zona.
Tota la seva història està vinculada a la Comunitat d'Albarrasí. Així, aquest territori està inclòs, des de 1257, a la Sesma de Jabaloyas dins de la Comunitat de Santa Maria d'Albarrasí, que depenia directament del rei Jaume I. És en aquest moment quan sorgís la comunitat, la qual encara actualment roman en funcionament malgrat existir un Decret de Dissolució de 1837. L'organització tenia una certa jerarquització en la qual les sesmes eren una entitat administrativa intermèdia entre la comunitat i el llogaret.
El fet de pertànyer a la Comunitat d'Albarrasí marcà el seu desenvolupament, ja que tant Toril y Masegoso, com el seu veí El Vallecillo, tenien una població que realment només era usufructuària de la terra, no propietària, cosa que feu que inclús en alguns documents se'ls cita com a habitants de la serra i veïns de la ciutat d'Albarrací.
És al segle XVI quan es crea Toril com a entitat administrativa amb el nom El Toril des de 1645 fins a 1713, quan apareix ja com Toril. L'Ajuntament es constitueix el 1834, i el 1845 se li uneix Masegoso, formant Toril y Masegoso fins a 1860, entre 1873-1910 només es parla de Toril, tornant a aparèixer Toril y Masegoso el 1920.
Des de 1965 forma part del partit judicial de Terol.

## Demografia
| 1900 | 1910 | 1920 | 1930 | 1940 | 1950 | 1960 | 1970 | 1981 | 1991 | 1996 | 2001 | 2004 | 2009 | 2016 | 2020 |
| ---- | ---- | ---- | ---- | ---- | ---- | ---- | ---- | ---- | ---- | ---- | ---- | ---- | ---- | ---- | ---- |
| 298  | 243  | 211  | 185  | 150  | 209  | 175  | 136  | 61   | 50   | 37   | 26   | 31   | 36   | 30   | 33   |

## Administració i política

### Últims alcaldes de Toril y Masegoso
| Periode   | Alcalde                | Partit |  |
| --------- | ---------------------- | ------ |  |
| 1979-1983 | Amado Espinosa Domingo | CD     |  |
| 1983-1987 |                        |        |  |
| 1987-1991 |                        |        |  |
| 1991-1995 |                        |        |  |
| 1995-1999 |                        |        |  |
| 1999-2003 |                        |        |  |
| 2003-2007 |                        |        |  |
| 2007-2011 | Javier Dalda Borja     | PSOE   |  |
| 2011-2015 | Javier Dalda Borja     | PSOE   |  |
| 2015-2019 | Javier Dalda Borja     | PSOE   |  |
| 2019-2023 | Javier Dalda Borja     | PSOE   |  |

### Resultats electorals
| Eleccions municipals |      |      |      |      |
| Partit               | 2003 | 2007 | 2011 | 2015 |
| PSOE                 | 1    | 1    | 1    | 1    |
| PP                   | -    | -    | -    | -    |
| CHA                  |      |      | -    | -    |
| PAR                  | -    |      | -    |      |
| Total                | 1    | 1    | 1    | 1    |

## Patrimoni Cultural
Destaquen l'ermita de San Abdón i Senén (s.XVII) en el Toril i l'església de Nuestra señora del Remedio (s.XVIII) a Masegoso.
| Ermita de San Abdón i Senén |  | Ermita de San Abdón i Senén            |
| Ermita de San Abdón i Senén |  | Església de Nuestra señora del Remedio |